# Yamanoue Sōji
Yamanoue Sōji est un nom japonais traditionnel ; le nom de famille (ou le nom d'école) précède donc le prénom (ou le nom d'artiste).
Yamanoue Sōji (山上 宗二, 1544-19 mai 1590) est un maître de thé japonais.

## Biographie
Après avoir été l'un des premiers élèves de Sen no Rikyu, il devient très jeune maître de thé de Shingen Takeda, puis sert Nobunaga Oda, puis Toyotomi Hideyoshi. Ses relations très houleuses avec ce dernier le feront bannir par deux fois, d'abord en 1584 après diverses remarques, à la suite de quoi il rejoint Maeda Toshiie, puis, à nouveau admis auprès de Hideyoshi en 1586, il est banni à nouveau deux ans plus tard et se retire au mont Kōya. Deux ans plus tard encore, il sert le clan Hojo lors du siège d'Odawara, ce qui l'amène à nouveau en présence de Hideyoshi, cette fois-ci directement comme ennemi. Celui-ci ne lui accorde plus aucune clémence et lui fait selon la légende couper le nez et les oreilles avant qu'il ne soit décapité.

## Manuscrit
Grand maître de thé réputé, il est aussi reconnu par la postérité comme l'auteur du Yamanoue Soji-ki, un ouvrage historique sur l'art du thé compilant l'enseignement de Rikyu et une somme de renseignements sur l'histoire et les pratiques de la cérémonie du thé depuis son origine en Chine jusqu'à lui. Cet ouvrage constitue aujourd'hui encore l'une des principales sources historiques sur la cérémonie du thé, et notamment sur celui qu'il considère et que les historiens reconnaîtront comme son pionnier au Japon, Murata Jukō.

## Dans la fiction
Yamanoue Soji apparaît dans la plupart des récits mettant en scène Sen no Rikyu, par exemple dans le roman Le Maître de thé de Yasushi Inoue, ainsi que dans son adaptation cinématographique par Kei Kumai, La Mort d'un maître de thé, et dans l'autre film de Kei Kumai sur le même personnage Amour et foi, lui-même adapté d'une nouvelle de Tōkō Kon. Il tient aussi un rôle important dans le film Rikyu de Hiroshi Teshigahara. Dans tous les cas, il est dépeint comme l'un des plus grands maîtres de thé de son époque, à l'égal de son maître Sen no Rikyu, et une personnalité encore plus stricte et radicale que ce dernier. Plusieurs de ses altercations avec Toyotomi Hideyoshi y sont présentées selon des axes partiellement historiques, légendaires et romancés.